# Oxford Union

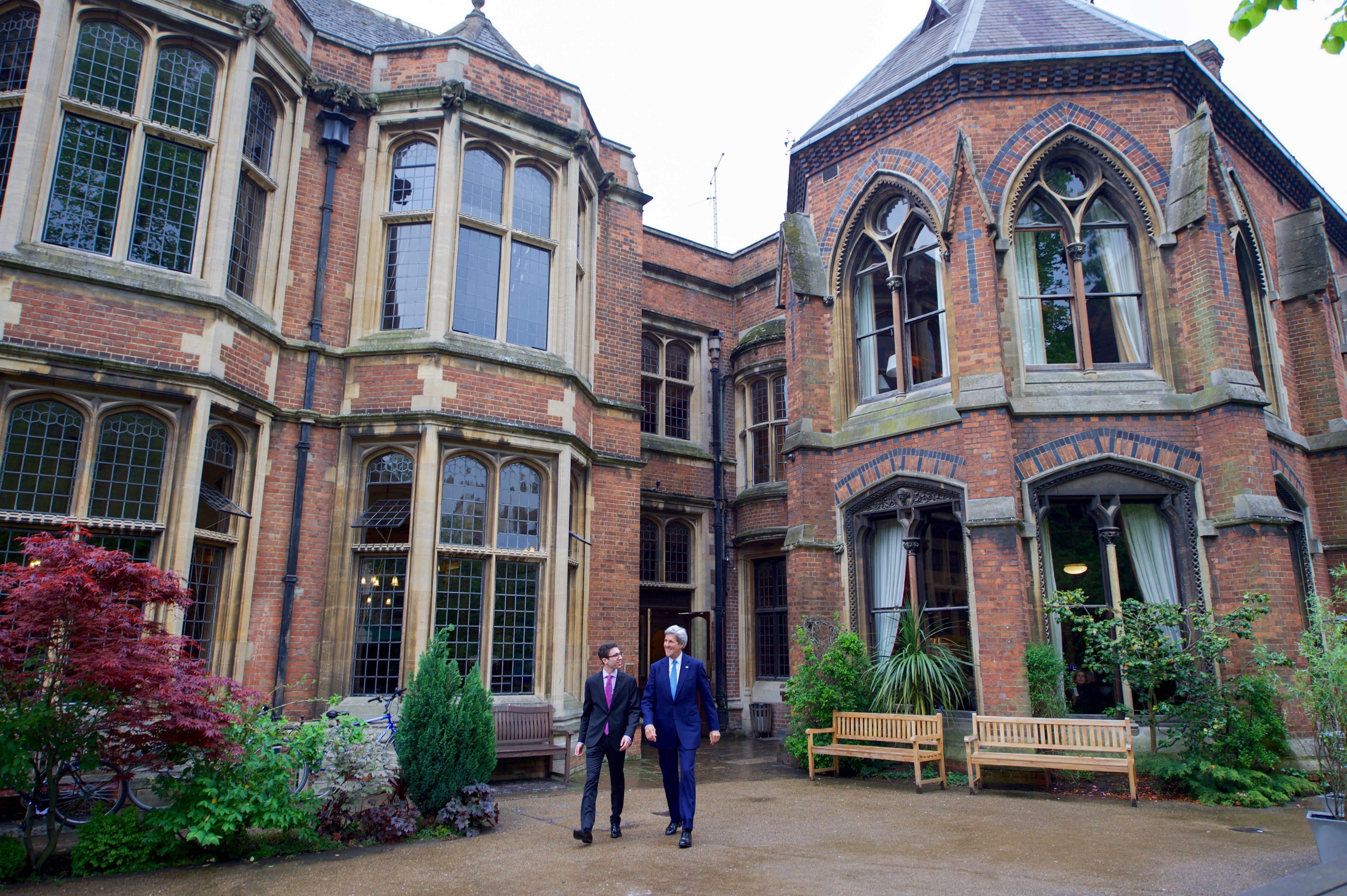
US-Politiker John Kerry auf dem Anwesen der Oxford Union

Die Oxford Union Society (kurz Oxford Union) ist ein studentischer Studenten- und Debattierclub in Oxford im Vereinigten Königreich. Auch dank zahlreicher berühmter Gastredner gehört die Oxford Union zu den bekanntesten und angesehensten Debattierclubs und Diskussionsforen der Welt.
Der Club wurde 1823 gegründet und zählt zu den ältesten britischen Studentenvereinigungen sowie den ältesten Debattierclubs der Welt. Trotz enger Verknüpfungen ist er institutionell unabhängig von der University of Oxford und nicht zu verwechseln mit der Oxford University Student Union (deren offizielles Studentenwerk).

## Mitgliedschaft
Die Mitglieder stammen überwiegend von der renommierten University of Oxford. Eine lebenslange Mitgliedschaft wird ausschließlich dort eingeschriebenen Studenten (und deren Ehepartnern) sowie Mitgliedern der entsprechenden Partnerorganisationen in Cambridge, Durham, Brüssel, Dublin, Yale und Harvard gewährt.
Studierende anderer Bildungseinrichtungen in Oxford (darunter der Oxford Brookes University und dem Ruskin College) haben jedoch die Möglichkeit, für die Dauer ihres Aufenthalts eine Mitgliedschaft zu erwerben. Darüber hinaus kann einer begrenzten Anzahl von Anwohnern in Oxford eine Gastmitgliedschaft verliehen werden.

### Vorstand
Der Vorstand der Union wird angeführt von einem Präsidenten, einem Bibliothekar und einem Schatzmeister (den Junior Officers), sowie deren jeweilige, bereits für das nächste Trimester gewählten Nachfolger (President-Elect, Librarian-Elect und Treasurer-Elect). Die Führungsämter, deren Amtszeit jeweils ein Trimester dauert und keine Wiederwahl zulässt, werden also immer schon für das übernächste Trimester gewählt und treten zunächst nur als Stellvertreter ihr Amt an. Vervollständigt wird der Vorstand durch einen Sekretär und fünf Beisitzer. Ehemalige Junior Officers verbleiben zudem bis zu zwei Jahre nach ihrer Amtszeit stimmberechtigt im Vorstand. Darüber gibt es zahlreiche, nicht-stimmberechtigte Positionen.

## Räumlichkeiten

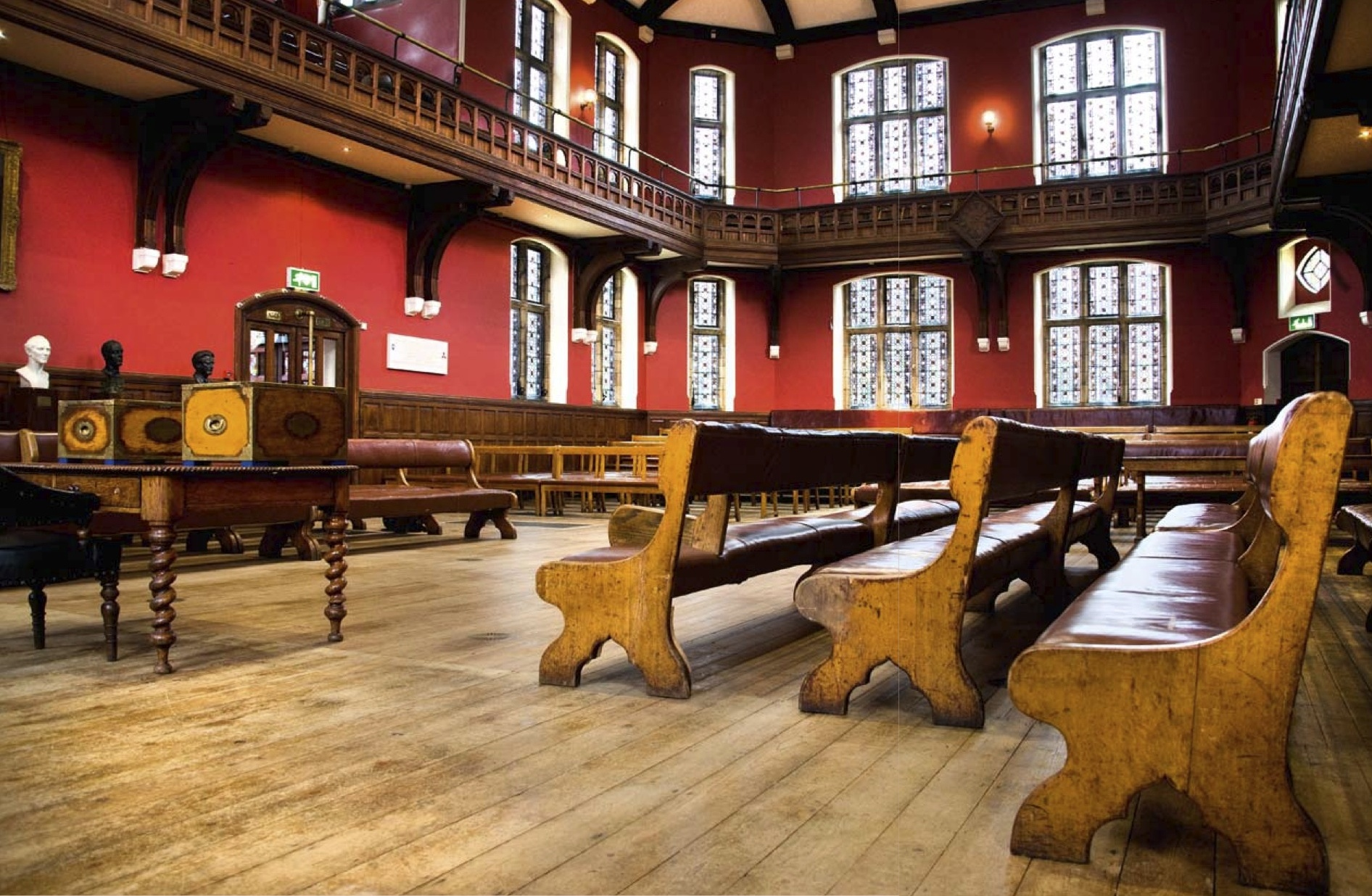
Die Debate Chamber

Das Grundstück der Oxford Union befindet sich im Zentrum Oxfords an der Cornmarket Street und St Michael's Street. Die ursprünglichen Gebäude wurden 1857 eröffnet, waren dem großen Andrang und Zuspruch jedoch schnell nicht mehr gewachsen, sodass 1879 ein neues von Alfred Waterhouse geplantes Gebäude errichtet wurde, die heutige Debating Chamber. In den älteren Gebäude ist heute die The Old Library untergebracht, die für ihre präraffaelitischen Gemälde von Dante Gabriel Rossetti, Edward Burne-Jones und William Morris bekannt ist.
Die letzten Erweiterungen wurden dem Gebäudekomplex bis 1911 hinzugefügt. Hier befinden sich unter anderem Esszimmer, weitere Bibliotheken, Konferenz- und Vorstandsräume. Die Union verfügt unter anderem auch über den originalen Kabinettstisch des früheren Premierministers William Ewart Gladstone. In der Debattierkammer befinden sich Büsten von Roy Jenkins, Edward Heath, Michael Heseltine, George Curzon und William Ewart Gladstone.

## Aktivitäten und Debatten
Jede Woche findet eine Debatte zu einem ausgewählten Thema in der Chamber statt. Dazu werden häufig auch hochrangige Persönlichkeiten als Redner eingeladen, die jeweils abwechselnd für (proposition) oder gegen (opposition) die zugrundeliegende These (z. B. „This house would abolish monarchy“) sprechen. Anschließend stimmen die Mitglieder der Union über die These ab, indem sie am Ausgang, wie bei einem Hammelsprung, zwei verschiedene Türen (Ja und Nein) durchlaufen. Zudem werden am Ende jeweils die besten Redner durch den Vorsitzenden geehrt.
Neben den Debatten ist die Union (und insbesondere ihre Bar) ein beliebter Treffpunkt von Studenten, an dem auch regelmäßig Veranstaltungen und Feiern abgehalten werden.

## Bekannte Gastredner (Auswahl)
Die Oxford Union ist bekannt dafür, regelmäßig herausragende Persönlichkeiten des öffentlichen Lebens als Gastredner zu gewinnen. Teilweise nehmen diese dabei auch selbst als Redner in einer Debatte teil. In ihrer langen Geschichte bot die Oxford Union dabei zahlreichen Prominenten aus Politik, Kunst, Wissenschaft und Sport eine Bühne: Zu den bekanntesten Rednern gehören neben dem Dalai Lama und Mutter Teresa auch die britischen Premierminister Winston Churchill, Margaret Thatcher und David Cameron, die US-Präsidenten Richard Nixon, Ronald Reagan und Bill Clinton sowie weitere Politiker wie Marine Le Pen, Recep Tayyip Erdoğan und Bernie Sanders. Weitere Redner waren unter anderem die Schauspieler Emma Watson, Sir Ian McKellen, Morgan Freeman, Clint Eastwood und Johnny Depp, die Musiker Michael Jackson, Shakira, Sir Elton John, James Blunt, die Wissenschaftler Stephen Hawking und Albert Einstein und die Sportler Sepp Blatter, Diego Maradona, Geoff Hurst und Boris Becker.

## Bekannte Präsidenten (Auswahl)

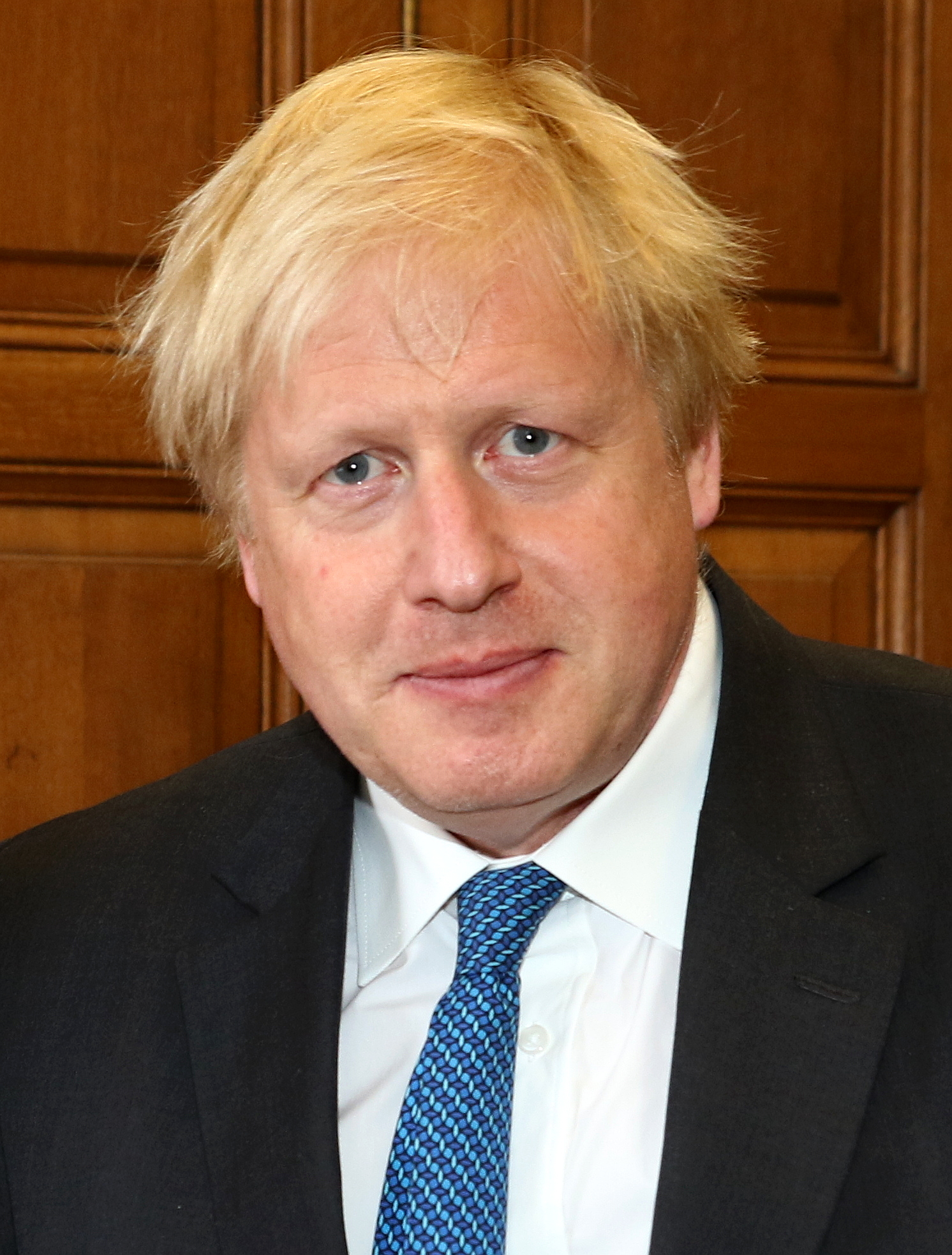
Boris Johnson

- Henry Edward Manning (1829/30), Theologe und Kardinal
- William Ewart Gladstone, (1830) Politiker
- Archibald Campbell Tait (1832/33), Geistlicher und Erzbischof
- Frederick Hamilton-Temple-Blackwood, 1. Marquess of Dufferin and Ava (1848/49), Diplomat und Staatsmann
- H. H. Asquith (1874), Politiker und Jurist
- George Curzon, 1. Marquess Curzon of Kedleston (1880), Politiker
- Cosmo Gordon Lang (1884/85), Geistlicher und Erzbischof
- F. E. Smith (1894), Politiker und Jurist
- Hilaire Belloc (1895), Schriftsteller
- Herbert du Parcq, Baron du Parcq (1902/03), Jurist und Adliger
- William Temple (1904), Geistlicher und Erzbischof
- Ronald Knox (1908/09), Theologe und Priester
- Beverley Nichols (1920/21), Schriftsteller
- Vincent Lloyd-Jones, (1924/25), Rechtsanwalt und Richter
- Quintin McGarel Hogg (1928/29), Adliger und Politiker
- Michael Foot (1933), Politiker
- Edward Heath (1938/39), Politiker
- Michael Heseltine (1954), Politiker und Geschäftsmann
- William Hague (1981), Politiker und Schriftsteller
- Andrew Sullivan (1982/83), Journalist
- Boris Johnson (1985/86), Politiker und Publizist
- Michael Gove (1988), Politiker